# ترپلین
ترپلین (به آلمانی: Treplin) یک شهر در آلمان است که در مرکیش-اودرلند واقع شده‌است. ترپلین ۴۲۵ نفر جمعیت دارد.